# Кшиштоф Пекарський
Кшиштоф Пекарський (*Krzysztof Piekarski, між 1601 та 1603—1672) — державний та військовий діяч Речі Посполитої, перекладач, письменник-полеміст.

## Життєпис
Походив з польської шляхетської родини Пекарський гербу Топор. Здобув гарну освіту, здобув знання з риторики, чудово вивчив італійську мову. Водночас замолоду обрав військову кар'єру. Був зброєносцем у польсько-московській війні 1617—1618 років. Як кіннотник спочатку був учасником у битві при Хотині 1621 року. Потім брав участь у польсько-московській війні 1632—1634 років, війні зі Швецією (прусська кампанія).
Осів у Берестейському повіті, де обіймав посади підчашого (1639—1651 роки), войського (1651—1658 роки), підкоморія (1658—1667 роки). Брав участь у боротьбі проти шведських та трансильванських військ під час так званого Шведського потопу.
1667 році призначається каштеляном Берестя, а у 1668 році після загибелі свого зятя — Мельхіора Станислава Савицького — воєводою берестейським. Втім мешкав переважно у селі Вітуліно. Помер на цій посаді у 1672 році.

## Творчість
Займався переважно перекладання творів італійських письменників й драматургів Франческо Адреіні, Джовано Фраческо Лоредано, Федеріко Маліпьєро.
Склав твір «Мета чесноти не та, на яку покладають надії Макіавеллі і інші політики його вишколята» (Варшава, 1662 рік), в якому виступив з критикою ідей макіавеллізму.

## Родина
Дружина — Софія Оржешковна
Діти:
- Анна, дружина Мельхіора Станислава Савицького, воєводи берестейського.